# امیتی‌ویل (نیویورک)
امیتی‌ویل، نیویورک (به انگلیسی: Amityville, New York) یک شهرک در ایالات متحده آمریکا است که در ایالت نیویورک واقع شده‌است.

## خصوصیات
امیتی‌ویل ۶٫۴ کیلومترمربع مساحت و ۹٬۵۲۳ نفر جمعیت دارد و ۶ متر بالاتر از سطح دریا واقع شده‌است.